# Versorgungslastenteilungs-Staatsvertrag
Der Staatsvertrag über die Verteilung von Versorgungslasten bei bund- und länderübergreifenden Dienstherrenwechseln (kurz: Versorgungslastenteilungs-Staatsvertrag) trifft Regelungen im Dienstrecht, falls ein Beamter den Dienstherren wechselt. Der Staatsvertrag wurde vom Bundesinnenminister am 26. Januar 2010 und von den Ländervertretern am 16. Dezember 2009 unterzeichnet. Er trat am 1. Januar 2011 für alle Beteiligten in Kraft.

## Inhalt
Nach der Präambel folgen 4 Abschnitte mit 17 Paragraphen.
- Abschnitt 1: Allgemeines
- Abschnitt 2: Versorgungslastenteilung
- Abschnitt 3: Übergangsregelungen
- Abschnitt 4: Schlussvorschriften

Besonders definiert wird die Abfindung in § 4, welche aus den Bezügen und den Dienstzeiten resultiert und die Bezüge in § 5. Gegenstand des Vertrages sind Erstattungen des abgebenden Landes an das aufnehmende Land.
Ergänzend zum Staatsvertrag gelten die Durchführungshinweise zum Staatsvertrag vom 16. Dezember 2009 und 26. Januar 2010 über die Verteilung von Versorgungslasten bei bund- und länderübergreifenden Dienstherrenwechseln.

## Wirkung
Mit dem Vertrag wird die bisher in § 107b Beamtenversorgungsgesetz (BeamtVG) und § 92b Soldatenversorgungsgesetz (SVG) bundeseinheitlich geregelte Verteilung der Versorgungslasten auf eine neue Rechtsgrundlage gestellt.